# Rote Rosen, rote Lippen, roter Wein (Film)
Rote Rosen, rote Lippen, roter Wein ist der Titel eines deutschen Films (Liebesmelodram) von Paul Martin aus dem Jahr 1953.

## Handlung
Um 1944 leben der Kunsthändler Herbert Thormann und seine Sekretärin Nora Krüger im von der Gräfin Waldenberg geleiteten Schloss Waldenberg. Thormann wohnt und arbeitet eigentlich in Italien, wohin er nach Ende des Krieges zurückkehren will – mit Nora als seiner Frau. Diese ist von seinem Heiratsantrag überrascht, zumal sie sich in den für wenige Tage auf Fronturlaub weilenden Hauptmann Hans Westhoff verliebt und mit ihm die wenige Zeit verbringt, die er bleiben kann. Als später die Nachricht kommt, dass Westhoff in Italien gefallen sei, ist Nora tief erschüttert. Nach Ende des Krieges geht sie zurück nach München und beendet dort ihr durch den Krieg unterbrochenes Studium der Kunstgeschichte.
Sie erhält als einzige ihres Jahrgangs sofort eine Anstellung – Herbert bittet sie, ihn in Italien beruflich zu unterstützen und nach einigem Zögern nimmt Nora das Angebot an. In Italien lebt auch Hans Westhoff. Er ist zusammen mit seinem Freund Alfred desertiert und lebt in der Wildnis, wo ihn Alfred mit Essen versorgt. Er will sich nach Deutschland durchschlagen, wird von GIs ein Stück mit dem Auto mitgenommen, als Deutscher identifiziert und kurz darauf in eine Schießerei mit italienischen Plünderern verwickelt, bei der ein GI getötet wird. Hans kann fliehen, wird nun aber von der Polizei als vermeintlicher Anführer der Plünderer gesucht. Der eigentliche Anführer, der Pole, besorgt ihm einen gefälschten Pass auf den Namen „Braun“, der ihm die Flucht nach Deutschland ermöglichen soll. Da sieht Hans Nora in einer Bar in Begleitung Herbert Thormanns und erfährt von Alfreds Freundin Bianca, dass Nora Herbert heiraten wird. Er zeigt sich Nora daher nicht und plant seine Flucht. Was er nicht weiß ist, dass der Pole ihn als Zeuge des Überfalls auf die GIs ermorden lassen will, sobald er am Hafen erscheint. Zwei andere Beteiligte des Überfalls wiederum wollen den übermächtig gewordenen Polen verhaften lassen und zeigen den geplanten Mord bei der Polizei an.
Nora hat unterdessen Zeit gehabt, um Hans zu trauern. Obwohl sie ihn nicht liebt, nimmt sie einen zweiten Heiratsantrag Herberts an. Kurze Zeit später erfährt sie zufällig, dass Alfred in der Stadt ist. Der führt sie in eine Bar zu Hans und beide verbringen die Nacht zusammen. Am Hafen hat die Polizei unterdessen eine Razzia durchgeführt, bei der sie neben Hans auch den Polen verhaften wollte. Als die Polizei in der Bar erscheint, kann Hans gerade so flüchten. Am nächsten Morgen bittet Nora Herbert, beim befreundeten Polizeipräfekten einen gefälschten Pass für einen ehemaligen Soldaten namens Braun zu besorgen, der nach Deutschland gehen will, aber keine Papiere hat. Der Polizeipräfekt wiederum eröffnet Herbert, dass Braun in Wirklichkeit der wegen Mordes an einem GI polizeilich gesuchte Hans ist und Nora die letzte Nacht in einer zwielichtigen Bar von der Polizei überprüft wurde, wobei sie anscheinend mit einem Mann dort war. Zurück in der Villa stellt Herbert Nora zur Rede. Sie gesteht ihm alles, beharrt jedoch auf Hans’ Unschuld. Herbert verspricht, Hans zu helfen, wenn Nora diesen anschließend aus ihrem Leben verbannen würde. Gezwungenermaßen willigt Nora ein und gibt vor Hans vor, ihn für Herbert zu verlassen. Der wiederum hat vom Präfekten erfahren, dass Hans unschuldig ist, verschweigt dies Nora jedoch und ermöglicht Hans mit einem gefälschten Pass die Flucht nach Deutschland.
Am nächsten Morgen findet Herbert Nora leblos vor. Sie wollte Selbstmord begehen, kann jedoch gerettet werden. Erst jetzt erkennt Herbert, wie sehr Nora Hans liebt und gibt sie frei. Sie kehrt nach Waldenberg zurück, wo sie Hans glücklich in die Arme fällt.

## Produktion
Der Film beruht laut Vorspann auf „Motiven des gleichnamigen Liedes Rote Rosen, rote Lippen, roter Wein von Michael Harden und André Hoff“ sowie auf einer Novelle von Bobby E. Lüthge und Jakob Geis, die beide auch das Drehbuch für den Film verfassten.
Die Produktion erfolgte im Studio Berlin-Tempelhof, die Außenaufnahmen entstanden in Füssen, Neapel und Amalfi. Der Spielfilm kam am 18. September 1953 per Massenstart ins Kino.

## Kritik
Der Spiegel befand 1953, dass der Film „eine mild-müde Urlauberromanze aus dem zweiten Weltkrieg [sei], die nach Friedensschluß in eine italienische Gangstergeschichte umschlägt, ohne dabei an Tempo zu gewinnen.“ Die Beziehung Herbert–Nora–Hans bezeichnete die Zeitschrift als ein „Marlitt-Dreieck“.
Das Lexikon des Internationalen Films nannte Rote Rosen, rote Lippen, roter Wein einen „Filmroman mit vielerlei Nebenhandlungen, endend mit Wiedersehensfreude und Liebesglück, versetzt mit manchen Zufällen und Kinoeffekten […] Deutsche Nachkriegsunterhaltung.“